# F-IV-H
F-IV-H – czechosłowacki pływający czołg rozpoznawczy z okresu II wojny światowej.

## Historia konstrukcji
W październiku 1936 roku w armii czechosłowackiej pojawiła się koncepcja budowy pływającego czołgu rozpoznawczego. Odpowiedziały na to zapotrzebowanie dwie czechosłowackiej firmy zbrojeniowe: Škoda w Pilźnie i Českomoravská Kolben Daněk w Pradze. Firma ČKD oparła swój projekt na podwoziu czołgu lekkiego LT vz. 38, w ten sposób powstał prototyp oznaczony jako F-IV-H, za który wojsko zapłaciła 718000 koron. Prototyp był gotowy jednak dopiero w 1939 roku, już po zajęciu Czechosłowacji przez Niemcy.
Próby tego czołgu rozpoczęły się w sierpniu 1939 roku, już przez Niemców. Po próbach, które trwały do 1940 roku, zgłoszono do prototypu szereg uwag i zlecono budowę kolejnego prototypu, w którym zamontowane większe pontony boczne, ponton z tyłu czołgu, poprawiono wieżyczkę oraz system wydechowy. Ten prototyp został zbudowany w 1941 roku i w 1942 roku poddano go próbom. Ostatecznie zrezygnowano z jego produkcji. Zbudowano tylko dwa prototypy.

## Użycie
Czołg rozpoznawczy F-IV-H był używany tylko do prób fabrycznych i poligonowych, nie został przyjęty na uzbrojenie.

## Opis pojazdu
Czołg F-IV-H został zbudowany na podwoziu czołgu lekkiego LT vz. 38, do którego po bokach zamiast osłon pancernych zamontowano pontony, które umożliwiały pływanie, w drugim prototypie dodatkowo zamontowano podobny ponton wypornościowy z tyłu. Załoga czołgu składała się z 3 członków, dowódcy/strzelca, kierowcy i radiotelegrafisty. Przedział bojowy znajdował się w przedniej części kadłuba, a w nim znajdowały się miejsca dla kierowcy i radiotelegrafisty, za nimi w obrotowej wieży znajdowało się stanowisko dowódcy. Czołg wyposażony był w czterocylindrowy silnik benzynowy, chłodzony wodą, przystosowany do stosowania mieszanki benzyny i etanolu, który umieszczony był w tylnej części kadłuba, oddzielonej grodzą ogniotrwała, od przedziału bojowego. Do pływania czołg posiadał dwie śruby. Uzbrojenie czołgu stanowił karabin maszynowy vz. 37 kal. 7,92 mm, umieszczony w kulistej lawecie w wieży czołgu i obsługiwany przez dowódcę czołgu. Pancerz czołgu był wykonany z płyt pancernych mocowany przy pomocy nitów do stalowych profili. Grubość pancerza wieżyczki, z przodu kadłuba wynosiła 14 mm, a góra i dół kadłuba 7 mm, pozostałe elementy zostały osłonięte blachami o grubości 6 mm.